# Börsskär (norr Vårdö, Åland)
Börsskär är en ö i Åland (Finland). Den ligger i Skärgårdshavet och i kommunen Vårdö i landskapet Åland, i den sydvästra delen av landet. Ön ligger omkring 32 kilometer nordöst om Mariehamn och omkring 250 kilometer väster om Helsingfors.
Öns area är 20,4 hektar och dess största längd är 0,7 kilometer i sydöst-nordvästlig riktning. Ön höjer sig omkring 25 meter över havsytan.